# Шабо, Франсуа
Франсуа́ Шабо́ (фр. François Chabot; 23 октября 1756, Сен-Женье-д’Ольт — 5 апреля 1794 гильотинирован в Париже) — французский политик и революционер.

## Биография
Сын Этьена Шабо, повара Родезского коллежа; в 1772 году вступил в орден капуцинов, за легкомысленное поведение был отрешён от сана в 1788 году. Увлекшись революционным движением, присоединился к третьему сословию, стоял за гражданское устройство духовенства, был депутатом в Законодательном собрании, сложил с себя монашество и сделался очень популярным. Любые крайние предложения находили его горячую поддержку. В Конвенте вместе с монтаньярами безоговорочно подал голос за смертную казнь Людовика XVI. Будучи членом Комитета общественной безопасности, охотно прикрывал уголовные дела за взятки. Был редактором «Журналь попюле́р» (фр. Journal Populaire).
В октябре 1793 г. Шабо женился фиктивным браком на Леопольдине Добрушке, сестре богатого австрийского банкира еврейского происхождения Юниуса Фрея (фр. Junius Frey, он же Моисей Добрушка (1753 - 1794)), получив в приданое 100 тыс. ливров, которые он сам и профинансировал; в целом, этот брак ему позволил отмыть не менее 700 тыс. ливров.
Боролся против жирондистов, агитировал за введение лимита на съестные припасы, за принудительный курс ассигнаций, примыкал к группе кордельеров и был прозван «яростным монахом». После неудачной попытки клуба кордельеров (14 вантоза II года, то есть 4 марта 1794 г.) произвести государственный переворот, комитет общественного спасения обвинил Шабо и его друзей — Клода Базира, двух Фреев, Жозефа Делонэ, Фабра д’Эглантин и аббата д’Эспаньяк — в ажиотаже и в составлении заговора, стремившегося «обесславить и унизить народное представительство и разрушить путём продажности республиканское правительство». Их судили, не предъявив необходимых для защиты документов, вместе с Дантоном и др. Франсуа Шабо обвинялся также как участник «заговора иностранцев» и в махинациях с акциями Ост-Индской компании.
5 апреля 1794 г. Франсуа Шабо был гильотинирован. Два брата его жены Леопольдины Фрей были казнены, её же собственная участь осталась неизвестной.